# Alemanha Ocidental 1–2 Argélia (Copa do Mundo de 1982)
Alemanha Ocidental 1 X 2 Argélia foi o placar do primeiro jogo da Copa do Mundo de 1982 do Grupo B, primeira fase, disputado em 13 de junho de 1982, no estádio El Molinón, Gijón, na Espanha. 
Em sua primeira Copa, a vitória da Argélia sobre a Alemanha marca também a primeira vitória de uma seleção do continente africano contra os europeus.

## A Partida
A zebra começou a se desenhar ainda no primeiro tempo, que terminou em 0 a 0. O primeiro ataque perigoso da partida foi da Argélia, aos 5 minutos, num chute firte de Fergani. Com boas jogadas de Littsbarski, os alemães passaram a dominar e pressionar o adversário, totalmente recuado e que raramente conseguia passar da metade do campo.
A Argélia continuou extremamente cautelosa no segundo tempo, enquanto a Alemanha pressionava. Isso até os 8 minutos, quando os argelinos resolveram atacar e acabaram marcando através de Madjer, que aproveitou passe de Belloumi, o melhor jogador de sua equipe. O nervosismoque tomou conta dos alemães pôde ser sentido na violenta entrada de Hrubesh, pouco depois, sobre o ótimo goleiro Cerbah, o que lhe valeu cartão amarelo.
Littbarski já tinha obrigado Cerbah a uma excelente intervenção, quando Rummenigge empatou aos 23 minutos, aproveitando cruzamento de Magath. Mas a Alemanha nem teve tempo para uma possível virada. No minuto seguinte, Belloumi penetrou na defesa europeia e colocou a Argélia outra vez em vantagem: 2 a 1.
O desespero que tomou conta dos alemães apenas serviu para deixar ainda mais claras as falhas de organização tática de sua equipe. Littbarski ainda marcaria um gol aos 39 minutos, acertadamente anulado pelo juiz, porque Briegel havia cometido falta pouco antes. A Alemanha prosseguiu pressionando - de modo desordenado - até o final do jogo, mas não conseguiu furar o forte bloqueio argelino, muito menos Cerbah, que fez uma série de grandes defesas.

## Após o Jogo
Depois do jogo, com a nova e desconcertante vitória sobre a Alemanha, a euforia de Khleff, jogadores, dirigentes e torcedores argelinos era indescritível. Começou já dentro do campo, com todos se abraçando e beijando à maneira islâmica e se esparramou por Gijón, onde milhares de torcedores satisfeitos tentavam se fazer entender nos bares e restaurantes.
"A partida aconteceu exatamente como havíamos planejado" - afirmou Khaleff na entrevista coletiva dada após a incrível vitória por 2 a 1 sobre os alemães. Para o técnico argelino, no começo do jogo seus jogadores não estavam bem, "mas depois as coisas foram melhorando e quando os adversários se deram conta de que não éramos o time fraco, a presa tão fácil que imaginaram, começaram a se desesperar e passaram a jogar sem linha ou conceitos claros".
Rachid Mekloufi, o outro treinador da Argélia (e autor dos dois históricos gols de 64, nos tempos de jogador), disse que a vitória contra os alemães significou "o maior dia na história de nosso futebol". O resultado deixou os argelinos entusiasmados e Khaleff disse acreditar "que nossa equipe ficou em boa posição para chegar à próxima fase: ganhamos confiança para enfrentar Chile e Áustria".
Lakhdar Belloumi, autor do segundo gol e do passe para o primeiro, eleito melhor jogador da África em 1981, considerou a vitória justa e dedicou o resultado ao povo argelino e ao vigésimo "aniversário de nossa independência", comemorado ontem.

## Detalhes
| 16 de junho de 1982 | Alemanha Ocidental | 1–2       | Argélia                   | El Molinón, Gijón                         |
| 17:15               | Rummenigge 67'     | Relatório | Madjer 54' · Belloumi 68' | Público: 42,000 Árbitro: Enrique Revoredo |

| Alemanha Ocidental | Argélia |

| GK           | 1  | Schumacher   |
| DF           | 20 | Kaltz        |
| DF           | 4  | Förster      |
| DF           | 15 | Stielike     |
| DF           | 2  | Briegel      |
| MD           | 3  | Breitner     |
| MD           | 6  | Dremmler     |
| MD           | 14 | Magath 83'   |
| MD           | 7  | Littbarski   |
| FW           | 9  | Hrubesch 57' |
| FW           | 11 | Rummenigge   |
| Reservas:    |    |              |
| GK           | 21 | Franke       |
| GK           | 22 | Immel        |
| DF           | 5  | Förster      |
| DF           | 12 | Hannes       |
| DF           | 19 | Hieronymus   |
| MD           | 10 | Müller       |
| MD           | 17 | Engels       |
| MD           | 18 | Matthäus     |
| FW           | 8  | Fischer 83'  |
| FW           | 13 | Reinders     |
| FW           | 16 | Allofs       |
| Técnico:     |    |              |
| Jupp Derwall |    |              |

| GK              | 1  | Cerbah         |
| DF              | 2  | Guendouz       |
| DF              | 3  | Kouici         |
| DF              | 5  | Merzekane      |
| DF              | 16 | Mansouri       |
| MD              | 15 | Dahleb         |
| MD              | 10 | Belloumi       |
| MD              | 8  | Fergani        |
| FW              | 11 | Madjer 88' 83' |
| FW              | 14 | Zidane 64'     |
| FW              | 7  | Assad          |
| Reservas:       |    |                |
| GK              | 21 | Amara          |
| GK              | 22 | Bentaala       |
| DF              | 3  | Kouici         |
| DF              | 12 | Larbes 88'     |
| DF              | 17 | Horr           |
| MD              | 6  | Bencheikh      |
| MD              | 13 | Yahi           |
| MD              | 18 | Maroc          |
| MD              | 19 | Tlemçani       |
| FW              | 9  | Bensaoula 64'  |
| FW              | 20 | Bourebbou      |
| Técnico:        |    |                |
| Rachid Mekloufi |    |                |

| Árbitros Assistentes: Gilberto Aristizábal Paolo Casarin |